# 거인의 손
《거인의 손》은 MBC에서 1994년 12월 5일 ~ 1994년 12월 6일에 방영된 창사 33주년 특집 드라마이며, 침술가 송률의 한방 인술을 향한 굴곡진 인생과 스승 딸 진예와의 숙명적 사랑을 그린 작품이다.

## 출연진
- 전광렬 : 송률 역 - 세브란스의전 학생
- 이시은 : 진예 역 - 설 노인의 딸
- 김인태 : 설 노인 역 - 경인한의원 의원
- 신귀식
- 임현식
- 장가현
- 권재희
- 맹상훈
- 이준우